# Chromocleista cinnabarina
Chromocleista cinnabarina är en svampart som beskrevs av Yaguchi & Udagawa 1993. Chromocleista cinnabarina ingår i släktet Chromocleista och familjen Trichocomaceae.   Inga underarter finns listade i Catalogue of Life.